# Frágilinvencible
Frágilinvencible es el cuarto disco de Pez, grupo de rock argentino. Fue grabado en enero de 2000 en los Estudios TNT y editado por el propio grupo mediante su (para ese entonces) recientemente creado sello independiente Azione Artigianale.
El responsable de la grabación y mezcla fue Mariano Esain, además coproductor del disco junto a la propia banda. La mezcla se realizó en los Estudios del Abasto al Pasto y Esain fue asistido por Pablo Conte. Fue masterizado en El Loto Azul por Mario Siperman (miembro de Los Fabulosos Cadillacs). El arte pertenece al diseñador gráfico Hernán Archivado el 22 de marzo de 2007 en Wayback Machine. y las fotografías son de Osvaldo Sanzo, Pi Hué y Juan Carlos González.

## Canciones
1. «Telarañas (Salvador)»
2. «Phantom power»
3. «Creo que amamos el dolor»
4. «La gota» (Minimal/Salvador)
5. «La estética del resentimiento»
6. «Hondo II»
7. «Espíritu inquieto»
8. «Haciendo real el sueño imposible»
9. «Domando tormentas»
10. «Malas noticias» (Minimal/Salvador/García)
11. «Supersupersticioso»
12. «Campos de inconsciencia»
13. «Gala»

Letra y música de Ariel Minimal, excepto donde se indique

## Personal

### Pez
- Ariel Minimal: voz, guitarra, piano
- Gustavo "Fósforo" García: bajo
- Franco Salvador: batería

### Músicos invitados
- Pablo Puntoriero: flauta traversa en "Telarañas" y "Hondo II", saxo tenor en "Creo que amamos el dolor".
- Mario Siperman: teclados en "La gota" y "Hondo II".
- Mariano Esain: armónica en "La estética del resentimiento", coros.
- Gerardo Rotblat: tambores udu en "Haciendo real el sueño imposible".

## Datos
- "Hondo II" es la primera canción donde Minimal abandona la guitarra en favor del piano.
- "Campos de inconsciencia", la anteúltima canción del disco, fue originalmente grabada como "Pequeño adelanto de magia" en Quemado pues iba a integrar un disco del mismo nombre proyectado para su grabación antes de Pez. Finalmente aquello se descartó y la canción se grabó recién dos años después. Asimismo, iba a formar parte del segundo disco de Martes Menta, el cual fue grabado pero no llegó a ser editado.
- "Gala", la canción que cierra el disco, fue grabada por Alejandro Alez Barbieri y Mariano Esain en el balcón de la casa de Minimal en el barrio de Boedo, en Buenos Aires. Además, la canción posee un final oculto que sólo se escucha dejando correr el disco hasta su terminación.